# Rada Alexandrowna Solotarjowa
Rada Alexandrowna Solotarjowa (russisch Рада Александровна Золотарева; englische Schreibweise Rada Zolotareva; * 28. September 2008) ist eine russische Tennisspielerin.

## Karriere
Solotarjowa bevorzugt Hartplätze und spielt bislang vor allem bei Turnieren der ITF Women’s World Tennis Tour, wo sie bisher zwei Einzeltitel und sechs Titel im Doppel gewinnen konnte.

## Turniersiege

### Einzel
| Nr. | Datum            | Turnier    | Kategorie | Belag | Finalgegnerin    | Ergebnis |
| --- | ---------------- | ---------- | --------- | ----- | ---------------- | -------- |
| 1.  | 13. Oktober 2024 | Zaghkadsor | ITF W15   | Sand  | Kristina Kroitor | 6:1, 6:2 |
| 2.  | 18. Mai 2024     | Zaghkadsor | ITF W15   | Sand  | Ani Amiraghjan   | 6:0, 7:5 |

### Doppel
| Nr. | Datum             | Turnier    | Kategorie | Belag     | Partnerin            | Finalgegnerinnen                    | Ergebnis          |
| --- | ----------------- | ---------- | --------- | --------- | -------------------- | ----------------------------------- | ----------------- |
| 1.  | 16. Dezember 2023 | Antalya    | ITF W15   | Sand      | Amarissa Tóth        | Rikke de Koning Madelief Hageman    | 6:1, 6:4          |
| 2.  | 23. Dezember 2023 | Antalya    | ITF W15   | Sand      | Anastasia Safta      | Panna Bartha İlay Yörük             | 6:2, 6:0          |
| 3.  | 3. August 2024    | Tiflis     | ITF W15   | Hartplatz | Darja Jegorowa       | Sofja Gapankowa Ksenija Jorsch      | 6:3, 6:0, [13:11] |
| 4.  | 12. Oktober 2024  | Zaghkadsor | ITF W15   | Sand      | Jekaterina Agurejewa | Alina Junewa Walerija Juschtschenko | 6:4, 6:3          |
| 5.  | 19. Oktober 2024  | Zaghkadsor | ITF W15   | Sand      | Jekaterina Agurejewa | Alina Junewa Walerija Juschtschenko | 7:64, 6:3         |
| 6.  | 17. November 2024 | Antalya    | ITF W15   | Sand      | Deniz Dilek          | Baylen Brown Jamilah Snells         | 6:0, 6:2          |